# Іст-Пітерсбург (Пенсільванія)
Іст-Пітерсбург (англ. East Petersburg) — місто (англ. borough) в США, в окрузі Ланкастер штату Пенсільванія. Населення — 4573 особи (2020).

## Географія
Іст-Пітерсбург розташований за координатами 40°6′12″ пн. ш. 76°20′59″ зх. д. / 40.10333° пн. ш. 76.34972° зх. д. (40.103360, -76.349739).  За даними Бюро перепису населення США в 2010 році місто мало площу 3,13 км², з яких 3,13 км² — суходіл та 0,00 км² — водойми.

## Демографія
Згідно з переписом 2010 року, у селищі мешкало 4506 осіб у 1733 домогосподарствах у складі 1290 родин. Густота населення становила 1439 осіб/км².  Було 1779 помешкань (568/км²).
Расовий склад населення:
| - 89,9 % — білих - 3,3 % — чорних або афроамериканців - 1,2 % — азіатів - 0,2 % — корінних американців - 2,7 % — осіб інших рас |

До двох чи більше рас належало 2,6 %. Частка іспаномовних становила 6,9 % від усіх жителів.
За віковим діапазоном населення розподілялося таким чином: 23,7 % — особи молодші 18 років, 61,5 % — особи у віці 18—64 років, 14,8 % — особи у віці 65 років та старші. Медіана віку мешканця становила 39,8 року. На 100 осіб жіночої статі у селищі припадало 94,6 чоловіків;  на 100 жінок у віці від 18 років та старших — 92,0 чоловіків також старших 18 років.
Середній дохід на одне домашнє господарство  становив 75 572 долари США (медіана — 73 938), а середній дохід на одну сім'ю — 79 894 долари (медіана — 78 438). Медіана доходів становила 60 847 доларів для чоловіків та 38 000 доларів для жінок. За межею бідності перебувало 8,3 % осіб, у тому числі 8,2 % дітей у віці до 18 років та 6,7 % осіб у віці 65 років та старших.
Цивільне працевлаштоване населення становило 2545 осіб. Основні галузі зайнятості: освіта, охорона здоров'я та соціальна допомога — 26,0 %, виробництво — 22,3 %, роздрібна торгівля — 11,4 %, фінанси, страхування та нерухомість — 7,3 %.